# نریدا ویلسون
نریدا ویلسون (انگلیسی: Nerida Wilson) زیست شناس دریایی اهل استرالیا است.